# Tourisme en Abkhazie
Le tourisme en Abkhazie est marqué par le conflit avec la Géorgie. En théorie, la législation géorgienne interdit aux étrangers d'entrer sans autorisation en Abkhazie, territoire considéré comme sécessionniste par la Géorgie qui n’en reconnaît pas l’indépendance proclamée en 1992. Cependant, l’attractivité des plages abkhazes sur la mer Noire, la faiblesse des prix et l'absence de toute obligation de visa attire des touristes russes en particulier ceux qui ne peuvent se permettre des vacances à l’étranger dans des pays comme la Turquie, l’Égypte, la Bulgarie,.

## Histoire
À l’époque soviétique, les plages abkhazes attiraient des touristes d'un certain nombre de pays voisins, constituant 40 % du marché du tourisme de la République socialiste soviétique de Géorgie.
Avant la guerre de 1992 à 1993 en Abkhazie, plus de 202 000 touristes visitaient la région annuellement.

## Statistiques
Malgré les risques encourus, près de 300 000 touristes visitent l'Abkhazie chaque année, principalement des Russes. 
L’un des avantages de l'Abkhazie comparée à d'autres villes côtières de la mer Noire comme Sotchi, est le faible coût de la visite. Ainsi en 2003, une nuit d’hôtel à Gagra coûtait 25 $, l’hôtel le moins cher revenait à 12 $ US pour une chambre et les repas, et le trajet en train de la ville frontalière russe de Sotchi à la capitale abkhaze Soukhoumi ne coûtait qu'1 $. Toutefois, il faut noter que les installations touristiques sont vétustes, beaucoup des infrastructures datant de l'ère soviétique.

## Risques
Outre les risques typiques de toutes les stations balnéaires, comme les vols, les infractions aux règles de la circulation et la fraude, s’ajoute le risque spécifique à la situation politique contestée du territoire. La Géorgie considère que l’Abkhazie qui s’est proclamée indépendante en 1992 est un territoire géorgien en interdit l’accès sans autorisation spéciale. Dans la pratique, la frontière entre la Russie et l’Abkhazie est librement franchissable par les touristes, et ceux qui visitent ensuite la Géorgie contournent le problème en taisant leur séjour en Abkhazie aux autorités géorgiennes.

## Descriptif
Les districts abkhazes sont, du nord-ouest au sud-est :
- Gagra (40 217 habitants)
  - Gagra, ruines de la forteresse d'Abaata, église d'Abaata, tour de défense Marlinsky (1841), palais divers,
  - Baghnari, en direction d'Adler (Russie) et Sotchi,
  - Pitsounda, cathédrale Saint-André, Dzipi, Akvara, mosaïque de Bichvinta/Pitsounda, Soterioupolis ou Soteropolis,
  - gouffres de Veryovkina et Krubera-Voronja, les deux cavités naturelles souterraines les plus profondes du monde,
- Goudaouta (36 775 habitants), Achandara, Miusera,
  - Mont Iverian, ruines de l'ancienne forteresse d'Anacopia,
  - Nouvel Athos, Grotte de Nouvel Athos,
- District de Soukhoumi (11 531 habitants), vallée de Kodori (pays svane, Zemo-Azhara, Marzkhena-Gentsvishi,
  - Eshera, dolmens d'Abkhazie,
- Soukhoumi (ville, entre 43 000 et 60 000 habitants) : jardin botanique, université, port, aéroport, pont de Beslet, ruines génoises, fortifications abkhazes, forteresse ottomane, musées...,
  - Goulrypchi, Eschera, Dranda,
  - Tsebelda, Culture de Tsebelda, forteresse de Tsebelda, Iconostase de Tsebelda (conservée à Tbilissi),
- Otchamtchire (24 868 habitants)
  - Otchamtchiré (ancienne cité grecque de Gyénos), Bedia (église),
  - Cathédrale de Bedia
- Tkvartchéli (16 012 habitants)
  - Tkvartchéli, Cathédrale de Mokvi,
- Gali (30 356 habitants)
  - Gali, Kvemo-Ghumurishi[6], en direction de Zougdidi.

## Activités
- Stations balnéaires sur la riviéra abkhaze (215 km de façade sur la Mer Noire),
- Stations climatiques ou thermales :
  - Pitsounda,
  - Mysra
  - Gagra, New Gagra : Amra, Sana, Gagra, Côte d'Azur, Aibga, Chelyuskintsev, Moscou...
  - Tkvartchéli,
- Randonnée en montagne (75 % du territoire),
- Spéléologie, particulièrement au gouffre Krubera-Voronja, à la grotte de Nouvel Athos,